# Заречье (Торжокский район)
Заречье — деревня в Торжокском районе Тверской области, входит в состав Мошковского сельского поселения.

## География
Деревня находится на берегу реки Корожа в 19 км на юго-восток от центра поселения деревни Мошки и в 43 км на юг от города Торжка.

## История
Кирпичная церковь построена в 1791—1798 годах на окраине села на средства помещиков Огаревых и освящена в 1804 году. Имела три престола: главный холодный — Казанской Божией Матери, придельные теплые — Святителя Николая и Преподобного Нила Столобенского..
В конце XIX — начале XX века село входило в состав Тредубской волости Старицкого уезда Тверской губернии.
С 1929 года деревня входила в состав Тредубского сельсовета Емельяновского района Тверского округа Московской области, с 1935 года — в составе Калининской области, с 1956 года — в составе Торжокского района, с 1994 года — в составе Тредубского сельского округа, с 2005 года — в составе Тредубского сельского поселения, с 2017 года — в составе Мошковского сельского поселения.

## Население
| 1859 | 1886 | 2002 | 2010 |
| ---- | ---- | ---- | ---- |
| 319  | ↘293 | ↘17  | →17  |

## Достопримечательности
В деревне расположена недействующая церковь Казанской иконы Божией Матери (1798).